# 291-я стрелковая дивизия
291-я стрелковая дивизия — воинское соединение (стрелковая дивизия) РККА ВС Союза ССР, принимавшее участие в Великой Отечественной войне.
Боевой период: 18 августа 1941 — 18 сентября 1944 и 5 января — 11 мая 1945 года. По окончании Великой Отечественной войны, полное действительное наименование — 291-я Гатчинская Краснознамённая ордена Кутузова стрелковая дивизия.

## История
С 1 сентября 1941 года, когда советское командование отдало приказ об организации обороны в укреплениях района, в полосе 22-го укреплённого района начали занимать позиции соединения 23-й армии. К исходу 1 сентября 1941 года рубеж заняли правофланговые части 142-й стрелковой дивизии и 265-й стрелковой дивизии (расположившейся в резерве), на левом фланге укрепрайона расположились остатки вывезенной с побережья Ладоги 198-й моторизованной дивизии. К 3 сентября 1941 года начали прибывать части эвакуированных 123-й и 43-й дивизий, а также остатки 115-й стрелковой дивизии. В районе Сестрорецка, примыкая к морю, встала в оборону переброшенная с южного участка Ленинградского фронта 291-я стрелковая дивизия.
29 августа финны вошли в Выборг и Кивеннапа, 31 августа — в Терийоки. В центральной и западной части Карельского перешейка отступление войск 23-й армии превратилось в беспорядочный отход, во время которого части и соединения потеряли почти все оружие, боевую технику и понесли значительные потери в личном составе. В это же время значительно ухудшилась обстановка на юго-восточных подступах к Ленинграду: гитлеровцы овладели Любанью, вышли к Слуцко-Колпинскому УР и пытались через Колпино прорваться в Ленинград, но, несмотря на тяжёлое положение, с юго-восточного участка фронта в состав 23-й армии перебрасывалась 291 сд.
В первой половине 1944 года ведёт бои на оборонительном рубеже «Пантера». К моменту выхода к рубежу в марте 1944 года безуспешно атаковала рубеж севернее Пскова, в конце марта совершила марш в район Стремутка между Псковом и Островом, c 10.04.1944 ведёт бои на рубеже Летово, Порошинка, Подворовье, Лапинки, до 15.07.1944, когда сдала позиции 86-й стрелковой дивизии и 291-й стрелковой дивизии[уточнить], совершила марш в район Борисоглебска[уточнить] и начала наступление.
В январе 1945 года 291 сд воевала в составе 1-го Украинского фронта. В феврале 1945 года дивизия вела боевые действия западнее города Бейтен (ныне Бытом, Польша). 5-7 апреля 1945 года дивизия участвовала в боях юго-западнее города Штрелен (ныне Стшелин, Польша).
291-я стрелковая Гатчинская Краснознамённая ордена Кутузова дивизия завершила Великую Отечественную войну 11 мая 1945 года, участвуя в Пражской наступательной операции.

## Состав
- управление
- 309-й (3-й) стрелковый полк — с 05.03.1942
- 181-й стрелковый полк — с 22.09.1941
- 1025-й стрелковый полк
- 1027-й стрелковый полк — до 14.10.1941
- 1029-й стрелковый полк — до 14.10.1941
- 838-й артиллерийский полк
- 366-й отдельный истребительно-противотанковый дивизион
- 313-я отдельная разведывательная рота (313-й разведывательный батальон)
- 581-й отдельный сапёрный батальон
- 734-й отдельный батальон связи (805-я отдельная рота связи)
- 302-й отдельный медико-санитарный батальон
- 367-я отдельная рота химической защиты
- 457-й автотранспортный батальон
- 543-я полевая хлебопекарня (440-й полевой хлебозавод)
- 738-й дивизионный ветеринарный лазарет
- 951-я полевая почтовая станция
- 817-я полевая касса Государственного банка

## Командование

### Командиры
- Трушкин, Николай Андреевич (12.07.1941 — 15.09.1941), полковник
- Буховец, Георгий Клементьевич (16.09.1941 — 21.10.1941), полковник
- Еншин, Михаил Александрович (25.10.1941 — 01.11.1942), генерал-майор
- Зайончковский, Василий Казимирович (02.11.1942 — 19.08.1944), полковник, с 25.09.1943 генерал-майор
- Фомичёв, Николай Иванович (20.08.1944 — 05.09.1944), полковник
- Кровяков, Иван Филатович (06.09.1944 — 26.09.1944), полковник
- Зайончковский, Василий Казимирович (27.09.1944 — 16.02.1945), генерал-майор
- Григорьев, Александр Фёдорович (17.02.1945 — 20.03.1945), полковник
- Зайончковский, Василий Казимирович (21.03.1945 — 11.05.1945), генерал-майор

### Заместители командира
- Никоноров, Николай Сергеевич (??.05.1942 — ??.07.1942), полковник

## Награды дивизии
- 27 января 1944 года — Почетное наименование «Гатчинская» — присвоена приказом Верховного Главнокомандующего № 012 от 27 января 1944 года в ознаменование одержанной победы и отличие в боях за освобождение Гатчины.
- 22 марта 1944 года —  Орден Красного Знамени — награждена указом Президиума Верховного Совета СССР от 22 марта 1944 года за образцовое выполнение боевых заданий командования на фронте борьбы с немецкими захватчиками и проявленные при этом доблесть и мужество[2].
- 5 апреля 1945 года —  Орден Кутузова II степени — награждена указом Президиума Верховного Совета СССР от 5 апреля 1945 года за образцовое выполнение заданий командования в боях с немецкими захватчиками и при форсировании реки Одер юго-восточнее города Бреслау (Бреславль) и проявленные при этом доблесть и мужество[3].

Награды частей дивизии:
- 181-й стрелковый ордена Александра Невского[4] полк

## Отличившиеся воины
Кавалеры ордена Славы трёх степеней.
- Схакумидов, Масхуд Нохович, сержант, разведчик 313 отдельной разведывательной роты.
- Шалашов, Сергей Михайлович, сержант, помощник командира взвода 313 отдельной разведывательной роты.

## Список воинов, закрывших своим телом амбразуру в годы Великой Отечественной войны
- Кавтарадзе, Адам Кацилович — рядовой, автоматчик 181-го стрелкового полка 291-й стрелковой дивизии, 20.01.1944, Орден Отечественной войны 1 степени

## Память
- Памятник воинам Ярославских дивизий. В Любимском сквере Ярославля. Сооружен в честь 30-летия Победы. Героическим защитникам Родины — воинам Ярославской 234 коммунистической, 238, 243, 285,291, 78 стрелковых дивизий и других соединений и частей. Сформированных на территории области в годы Великой Отечественной войны 1941—1945 гг.